# Abell 1795

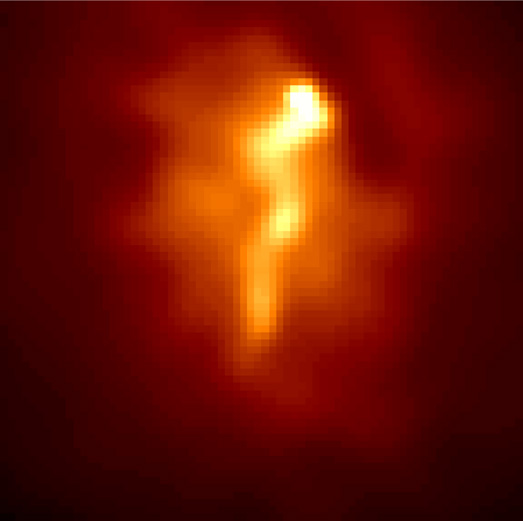
Zdjęcie rentgenowskie gromady Abell 1795 (Chandra).

Abell 1795 – gromada galaktyk znajdująca się w konstelacji Wolarza. Gromada ta jest silnym źródłem promieniowania rentgenowskiego.
Na zdjęciach wykonanych w 2000 roku teleskopem Chandra w zakresie promieniowania rentgenowskiego obraz gromady zawiera wyraźnie jaśniejsze obszary. Wskazują one miejsca występowania większego natężenia promieniowania rentgenowskiego. Przypominający włókno jasny obszar gromady to miejsce kondensacji i ochładzania się gazu wywołanej gwałtowną utratą energii. Na szczycie jasnego włókna znajduje się wyraźna, jasno świecąca galaktyka rentgenowska. Końcowym efektem ochładzania się gazu w gromadzie będzie uzyskanie materiału potrzebnego do powstania kolejnej generacji gwiazd.